# 완전 성화교리
완전 성화교리 ( Perfectionism, Christian perfection, Doctrine of Entire Sanctification )는 기독교에서 추구하는 영성의 성숙함을 표현하는 말이다. 존 웨슬리는 완전 성화라는 표현으로 거룩함을 완전히 이룰 수 있다고 주장하였다. 로마 가톨릭에서도 완전한 성화가 가능하다고 주장한다. 반면에 루터란과 칼빈주의에서는 이 가르침에 반대하며, 그것은 이신칭의에 근거한 교리로 인해, 이 땅에서의 완전함은 불가능하다고 주장한다.

## 역사
초기 교부들 특히 이레니우스, 오리겐등은 완전함이 가능하다고 주장했으며, 이것은 주로 세례와 연관을 지었다.
존 웨슬리는 그의 저서 <그리스도인의 완전함을 설명함>에서 이 교리를 설명하였다. 그는 중생이 칭의와 함께 일어나면 이것은 성화의 시작이라고 주장하였다.

## 특징
제임스 패커는 이 교리의 장점에 대하여 신자의 동기에 초점을 맞추고 있으며 믿음과 하나님과 인간에 대한 사랑에 관심을 갖는 것이라고 말하였다. 또한 이 교리는 웨슬리 자신의 종교적 경험들과 다른 신자들의 증언을 토대로 형성되었다는 특징이 있다.

## 비판적인 견해
R. C. 스프롤은 이 교리에 대하여 이단적이라고 강하게 비판하였다. 그 이유는 이 교리를 통하여 그리스도인이 계급화가 된다는 주장이다. 즉, 어떤 교인은 성화가 완전하게 진행이 되었고, 또 다른 계층의 교인은 그것을 경험치 못한 것으로 보인다는 것이다. 이런 계층화는 육적 그리스도인과 성령이 충만한 그리스도인이라는 새로운 개념을 도입하게 되어, 교인들 간의 위화감을 조성한다는 견해다. 이것은 어떤 성도에게는 엘리트의식을 부추겨서 자랑거리로 삼을 뿐더러 그렇지 못한 사람들에게 죄책감 및 열등감을 주는 이유가 될 수 있다는 것이다. 또한 성도가 완전히 성화될 수 있다는 것은 오직 그리스도만이 완전히 거룩하신 분으로 구별되는 것을 막는 매우 위험한 가르침이라는 주장이다.

## 같이 보기
- 성화 (기독교)
- 결정적 성화론